# Marina Amaral
Marina Amaral (* 1994, Belo Horizonte) je brazilská umělkyně známá tím, že koloruje historické černobílé fotografie.

## Práce
Je umělkyně samouk, byla studentkou mezinárodních vztahů na vysoké škole, ale v dubnu 2015 ukončila školní docházku, aby se mohla naplno věnovat umění.
Kreativní proces Mariny Amaral spočívá v přidávání barev do černobílých fotografií pomocí Photoshopu na základě pečlivého historického výzkumu, aby co nejlépe určila barvy každého zobrazeného objektu. Ačkoli se vždy zajímala o historii, nevěděla nic o procesu digitálního kolorování, dokud o něm nečetla na online fóru. Amaral prohlásila, že svými úpravami poskytuje „druhou perspektivu“, protože obrázky se díky barvám již nezdají být tak vzdálené od současného diváka. Její proces kolorování fotografie může trvat jednu hodinu, ale i déle než měsíc. Každá kolorovaná fotografie může obsahovat i stovky vrstev.
V roce 2017 Amaral ilustrovala knihu historika Dana Jonese The Colour of Time: A New History of the World (Barva času: Nová historie světa), 1850–1960.
V roce 2018 Amaral obarvila dvacet archivních fotografií vězňů z koncentračního tábora Osvětim pod názvem Tváře Osvětimi. Projekt byl ve spolupráci s muzeem Osvětim-Birkenau. Většinu těchto snímků pořídil Wilhelm Brasse, a jsou mezi nimi také fotografie čtrnáctileté polské dívky Czesławy Kwoka.

## Galerie
Některé z významných fotografií, které Marina Amaral kolorovala:

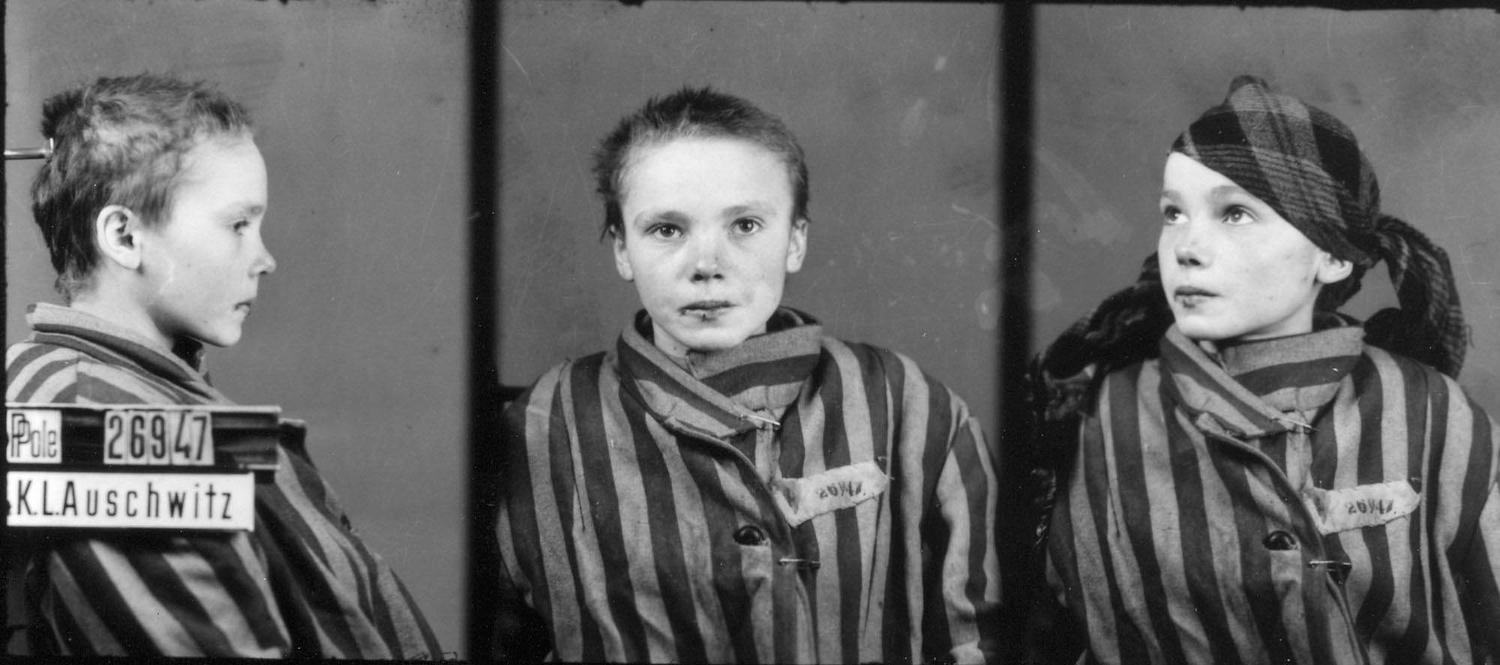
Wilhelm Brasse: Czesława Kwoka, vězeňkyně, koncentrační tábor Osvětim, 1942–1943
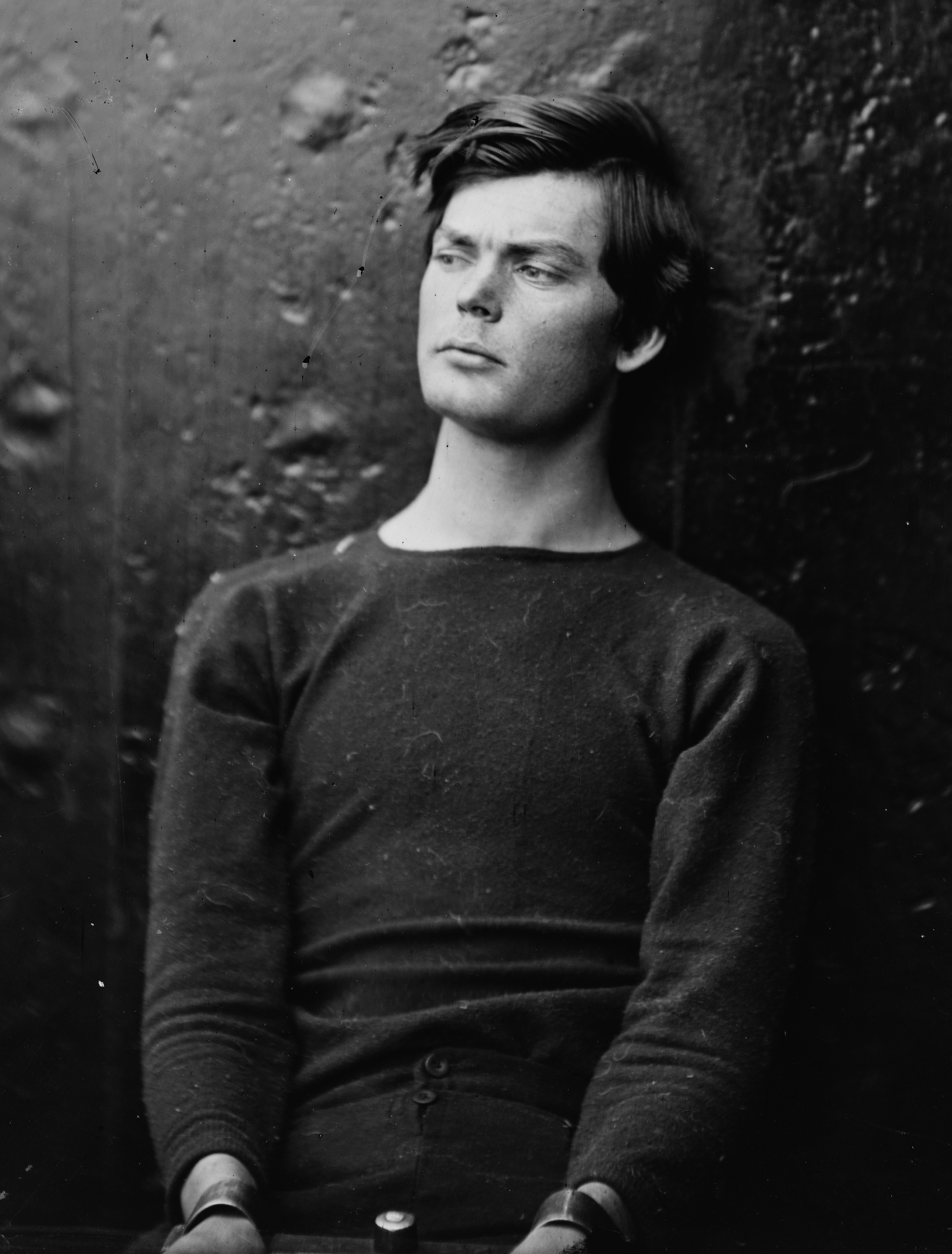
Alexandr Gardner: Lewis Powell, spiklenec a vrah, 1865
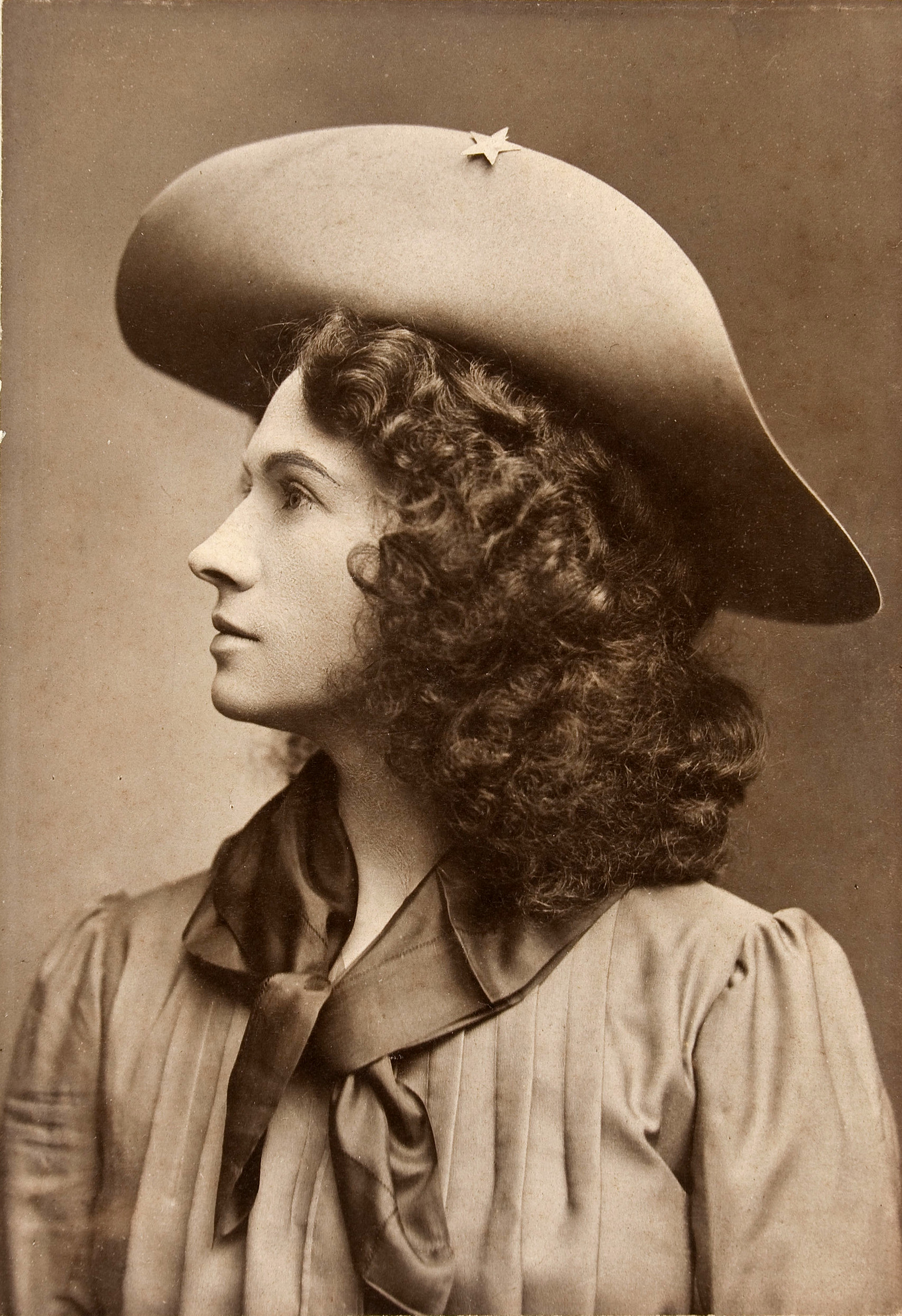
Annie Oakleyová, americká ostrostřelkyně, 1903
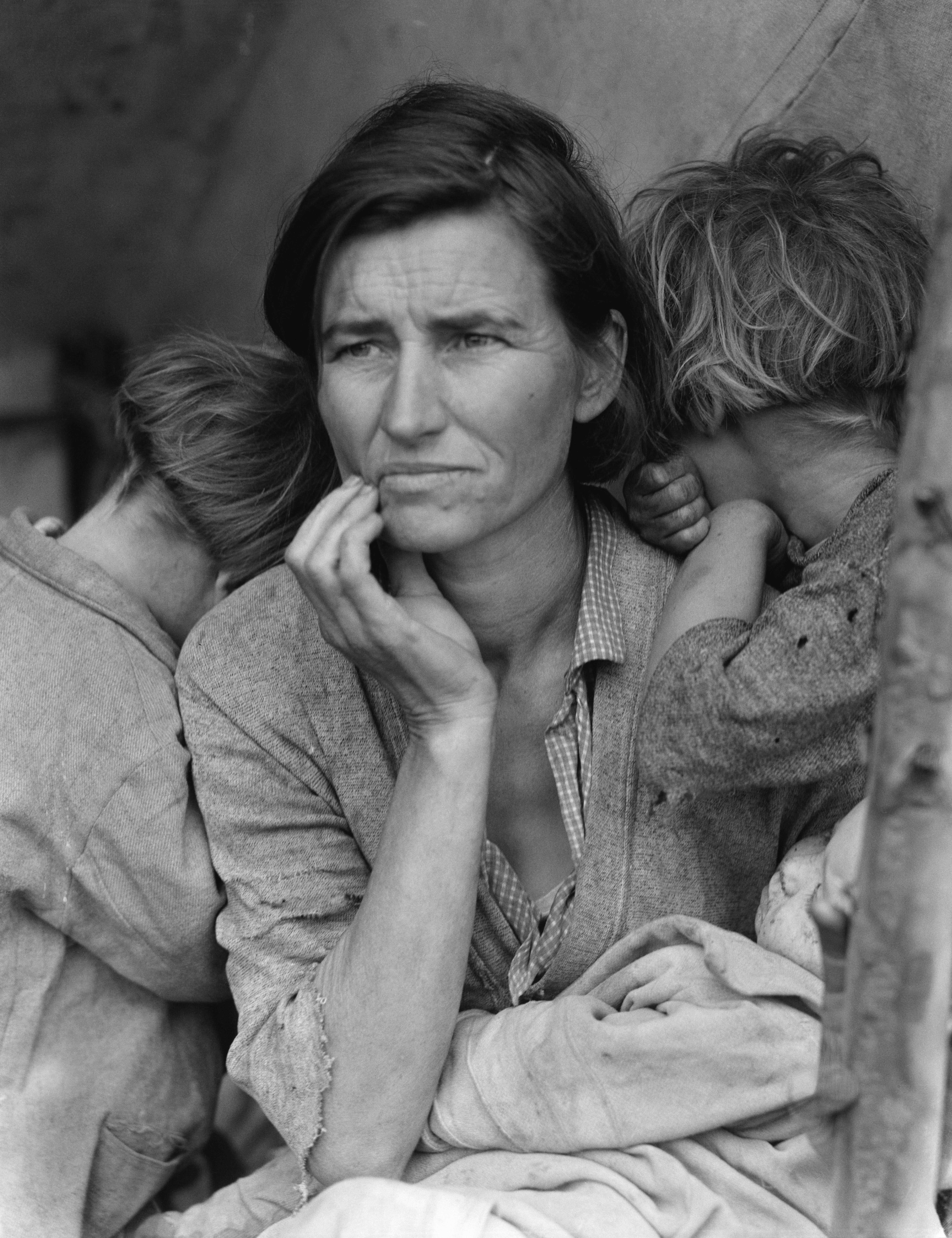
Dorothea Langeová: Florence Owensová Thompsonová, Kočující matka, 1936
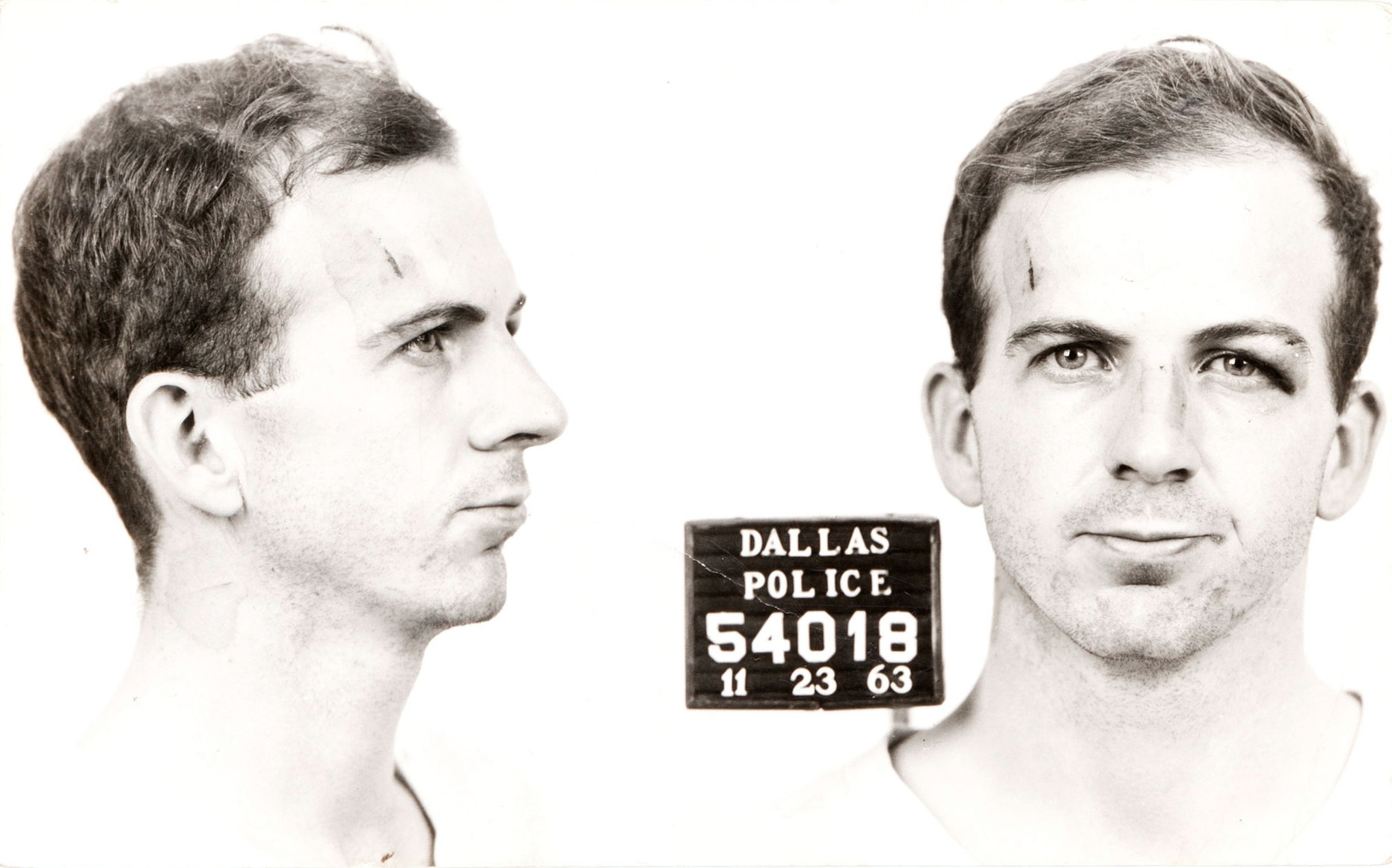
Lee Harvey Oswald, 1963
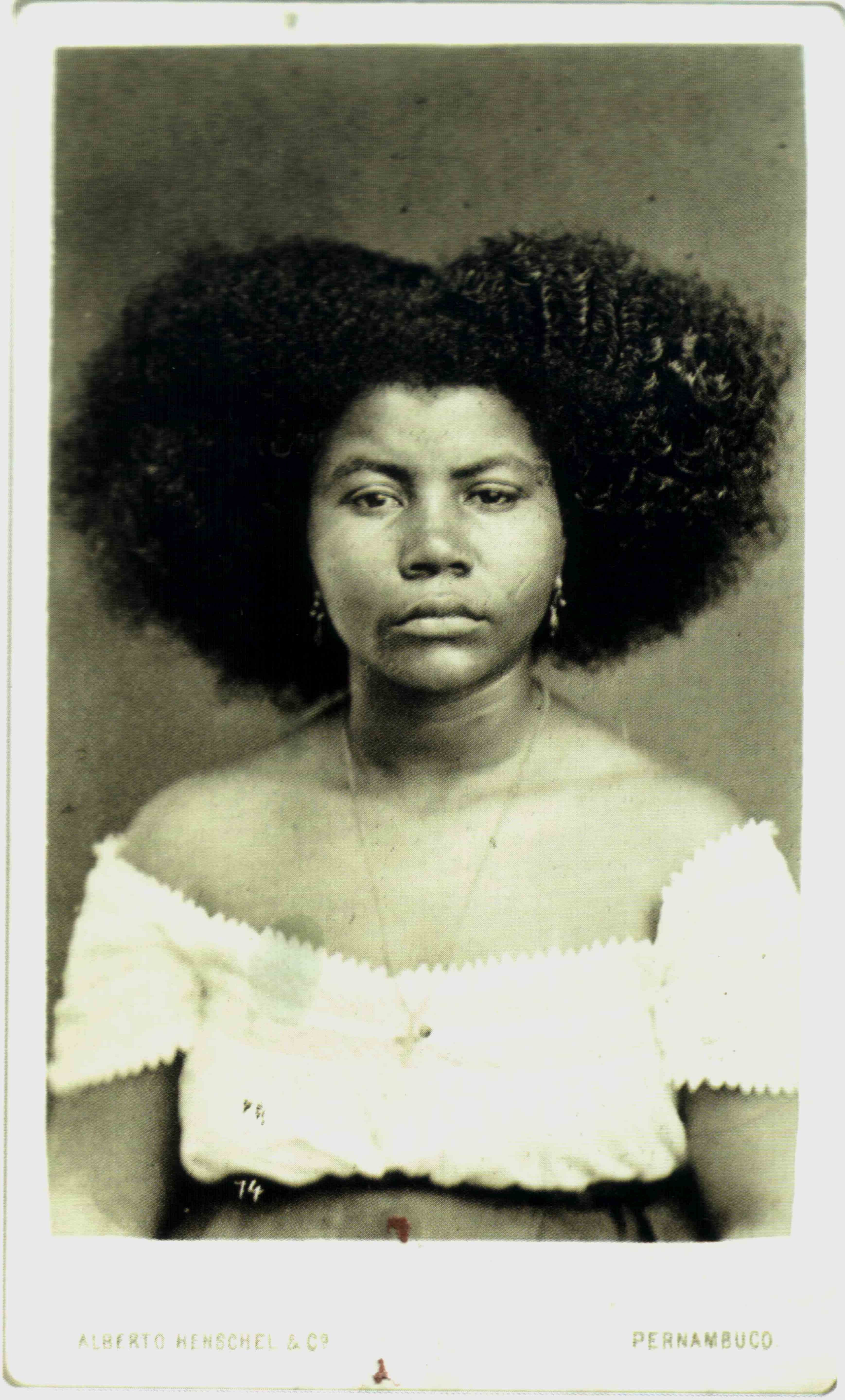
Alberto Henschel: Žena ze Salvadoru, 1869
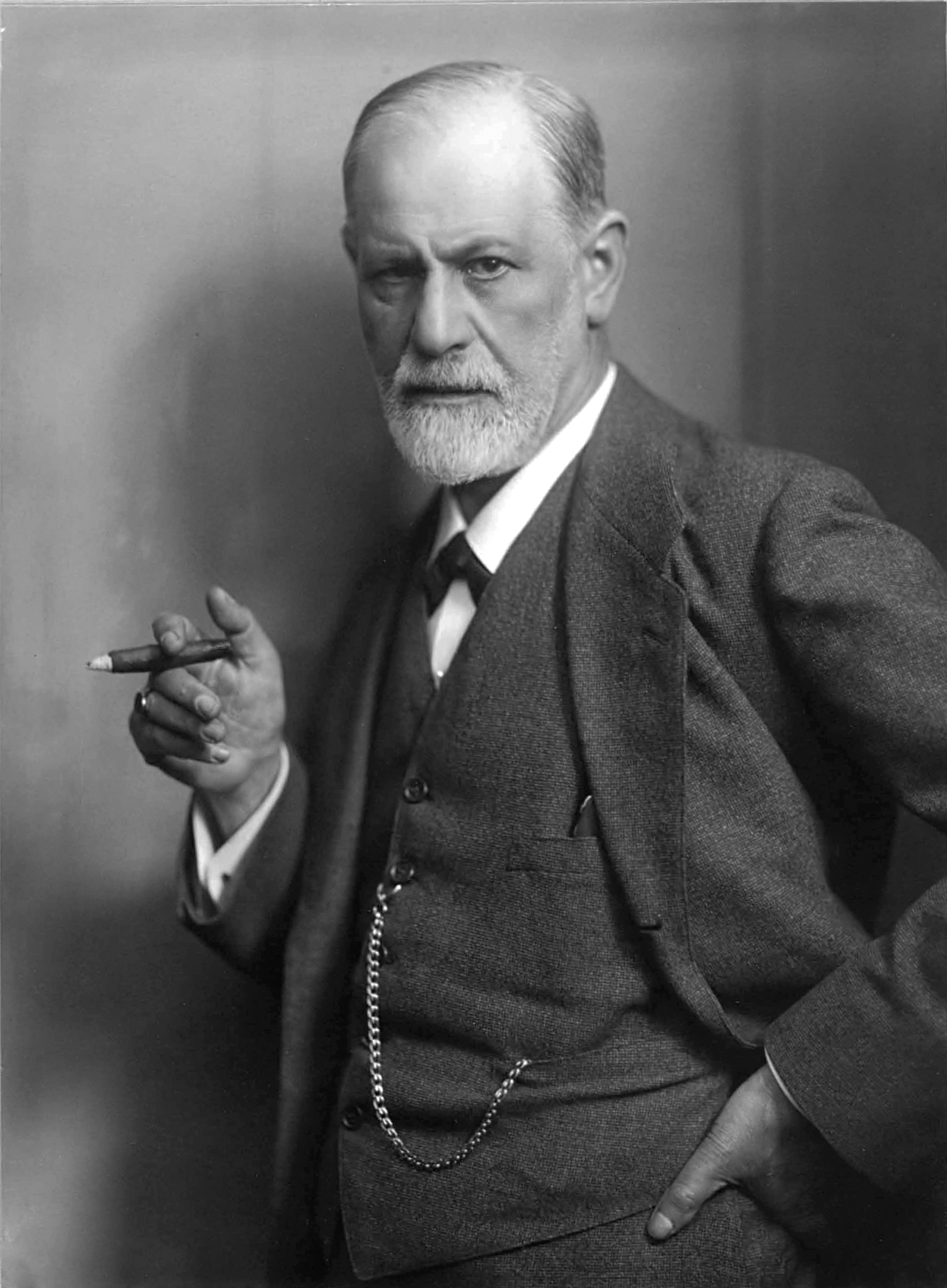
Max Halberstadt: Sigmund Freud, 1921
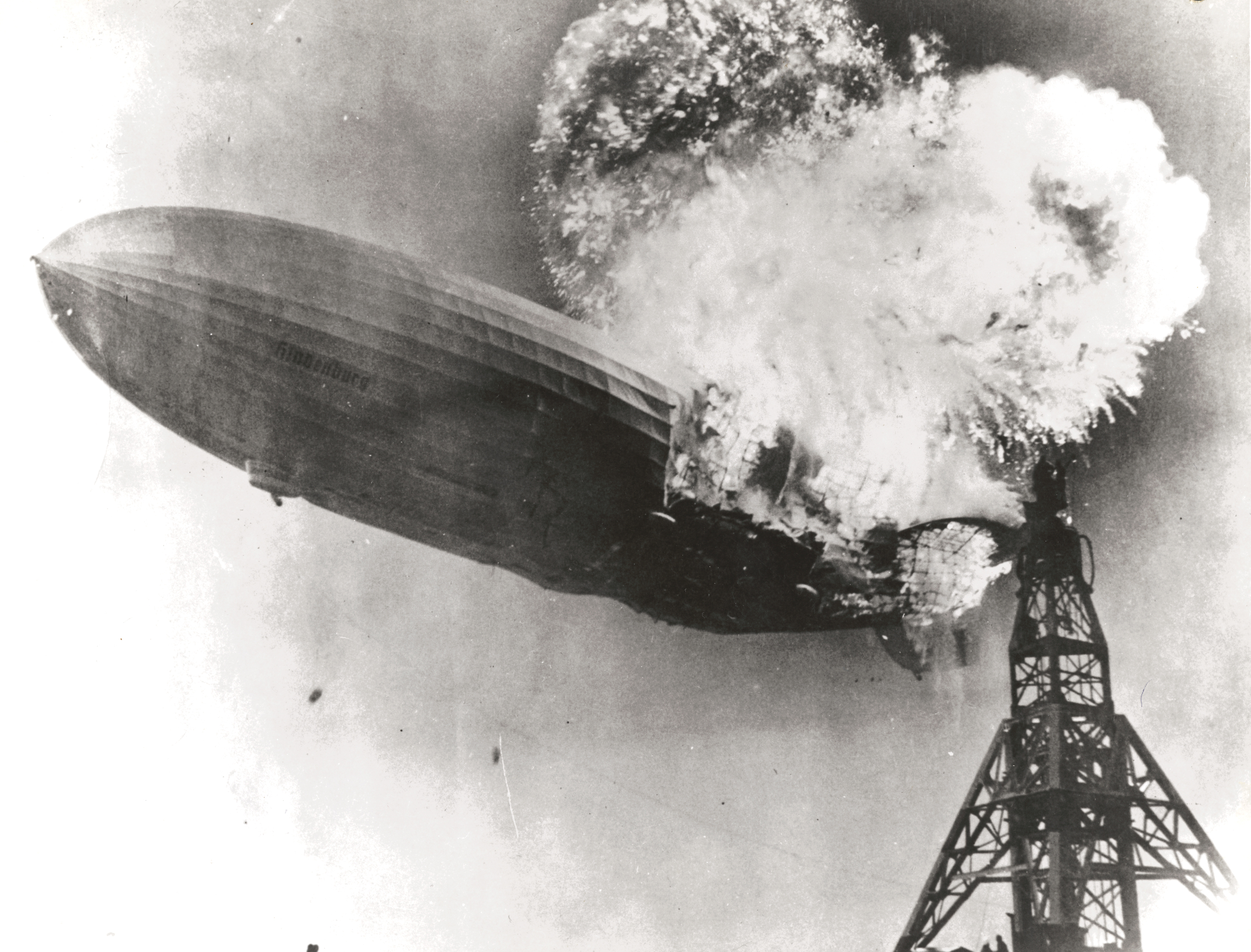
Výbuch vzducholodě Hindenburg
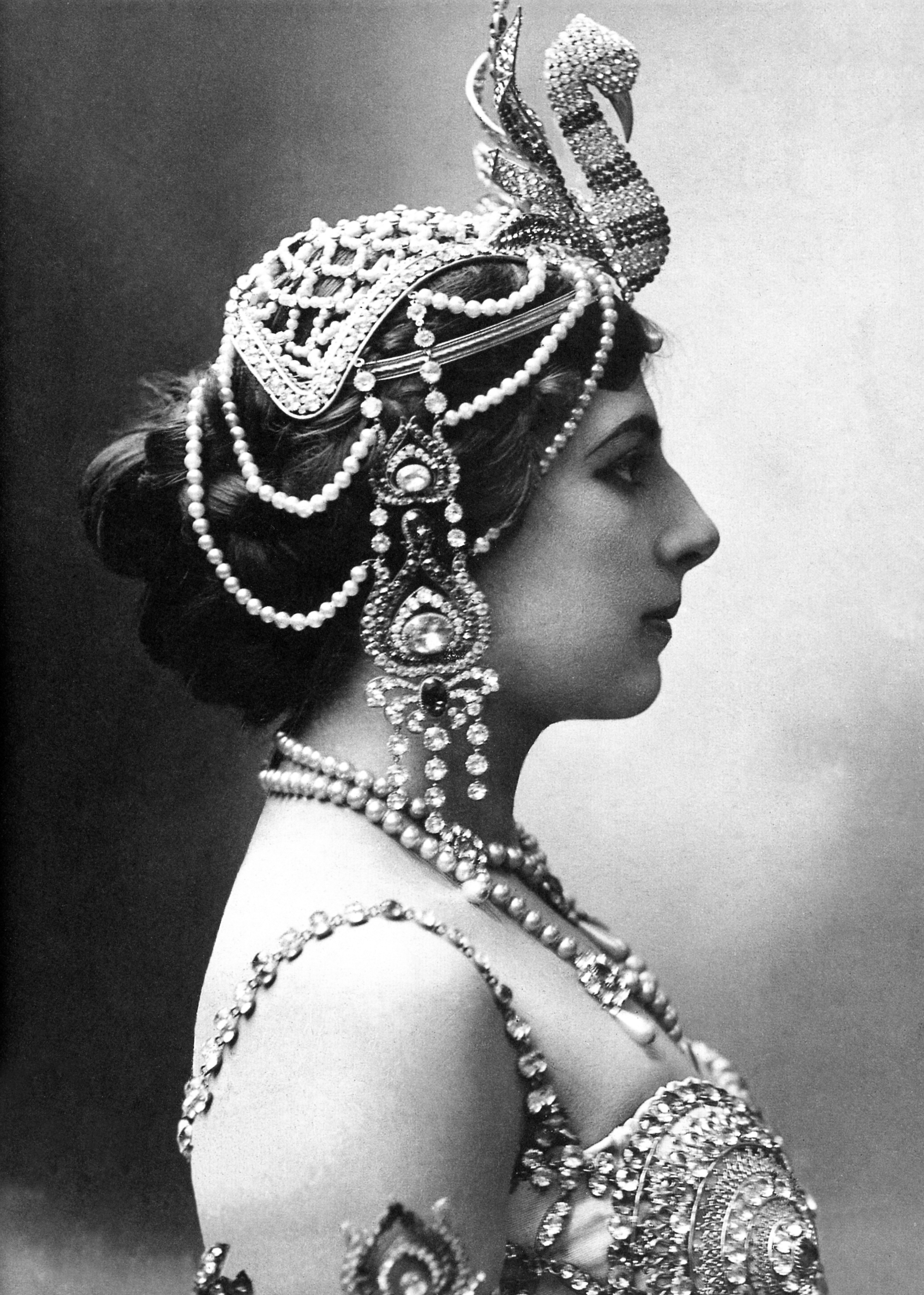
Mata-Hari, 1910
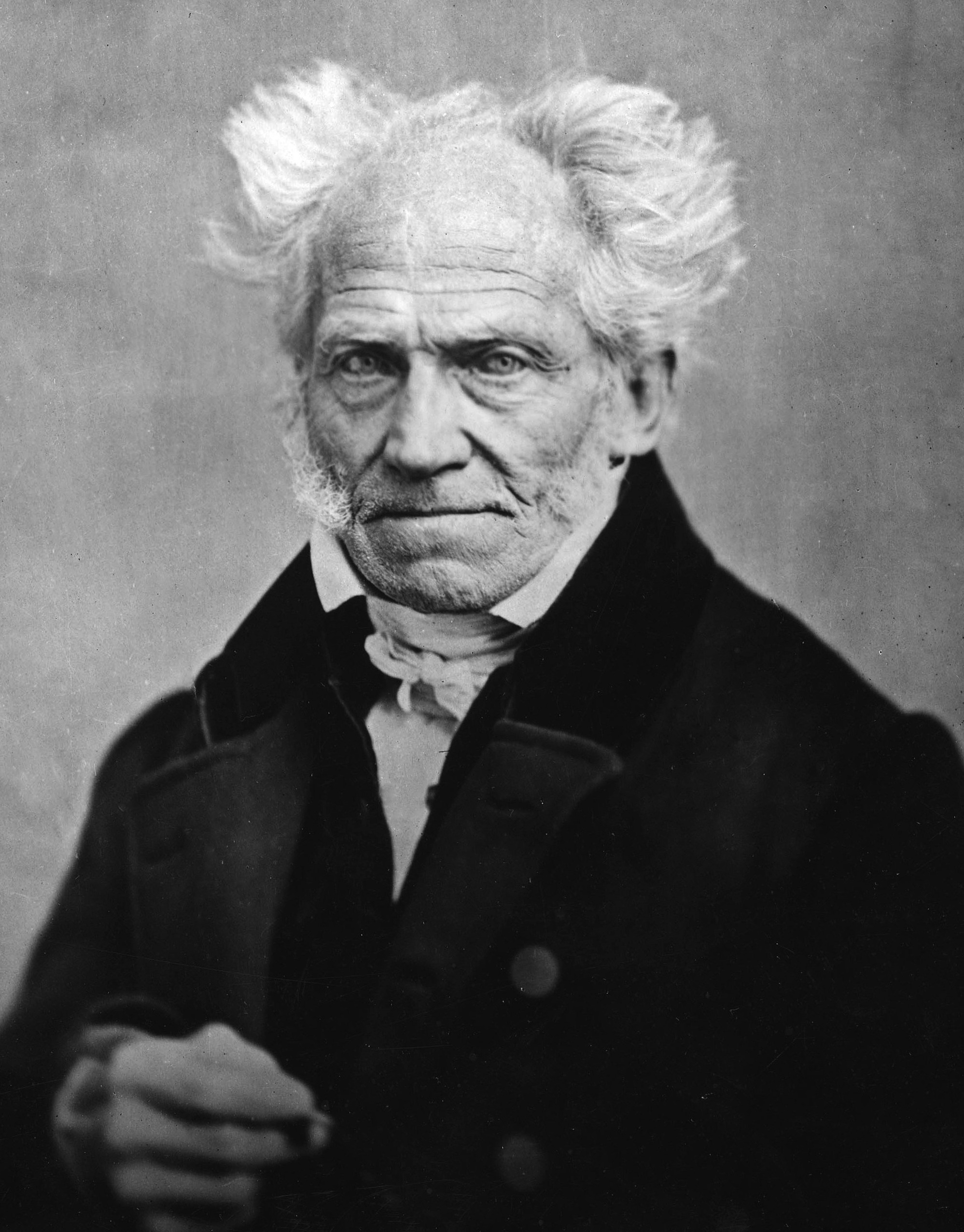
Arthur Schopenhauer, 1859